# Бадер, Отто Николаевич
О́тто Никола́евич Ба́дер (16 [29] июня 1903, Гадячский уезд, Полтавская губерния — 2 апреля 1979[…], Москва) — советский учёный-археолог, специалист по каменному и бронзовому веку, доктор исторических наук. Первый исследователь таких палеолитических памятников мирового масштаба, как стоянка Сунгирь и Капова пещера. Создатель пермской школы археологии, музея археологии Прикамья. Отец археолога Николая Бадера (1935—2015).

## Биография
Сын лесничего немецкого происхождения, которого звали Эдуард-Луи-Отто фон Бадер. В качестве места рождения указывал село Александровское Гадячского уезда Полтавской губернии, хотя такого села по документам не существовало.
Окончил гимназию в городе Белый Смоленской губернии, где организовал первое городское краеведческое общество, которое представлял на Первом Всероссийском съезде краеведения в 1924 году.
В 1922—1926 годах учился в 1-м МГУ на археологическом отделении факультета общественных наук. Ученик Б. С. Жукова и В. А. Городцова.
С 1924 года — заведующий археологическим разделом музея Центральной промышленной области в Москве; в 1927—1930 годах работал специалистом-археологом в музейном отделе Главнауки Народного комиссариата просвещения РСФСР. Участвовал в организации археологических разделов в ряде областных музеев.
В 1926—1941 годах — научный сотрудник, с 1931 года — учёный секретарь Института и Музея антропологии Московского государственного университета, учёный секретарь «Антропологического журнала».
В 1933—1941 годах — научный сотрудник, с 1937 года — учёный секретарь Института материальной культуры (МОГАИМК, ныне Институт археологии РАН). Руководил специализацией на кафедре антропологии МГУ. Степени кандидата (1937) и доктора (1963) исторических наук получил «по совокупности работ», без защиты диссертаций.
В 1928—1935 годах руководил археологической практикой студентов этнологического факультета МГУ. В 1930—1931 годах провёл первые рекогносцировочные раскопки в Дмитровском кремле. В 1936—1939 годах вёл курс археологии на Высших музейных курсах, являлся председателем Археологической комиссии Московского научно-исследовательского бюро краеведения и Комиссии по истории Москвы; с середины 1930-х годов — постоянный член Четвертичной комиссии. Одновременно участвовал в экспедициях, открыл и исследовал большое количество мезолитических и неолитических стоянок. В частности, в 1930-е годы активно исследовал памятники каменного века в Крыму, в том числе стоянку Волчий грот, первым описал сходненский череп.
С началом Великой Отечественной войны Бадер ушёл на фронт в составе ополчения МГУ, но в конце 1941 года отозван с фронта как этнический немец и оказался в Тагиллаге. С 1944 года работал в штате Тагильского краеведческого музея.
В 1946—1955 годах — доцент историко-филологического факультета Пермского государственного университета имени А. М. Горького, где организовал специализацию «Археология» в рамках специальности «История». Возглавлял Камскую и Воткинскую археологическую экспедиции, исследовал настенные росписи в Каповой пещере. Описал Камскую мезолитическую и Камскую неолитическую культуры, разработал периодизацию каменного, бронзового и раннего железного века Приуралья.  
В 1955 году основным местом работы Бадера стало московское отделение ИИМК, преобразованное в 1959 году в Институт археологии. С 1957 года систематически работал на палеолитической стоянке Сунгирь, где обнаружил и изучал уникальные погребения каменного века. А. А. Формозов довольно критически оценивал некоторые аспекты деятельности Бадера в последние десятилетия его жизни:

«Отто Николаевич был у нас видной фигурой. Но все знали, что коллекции из своих раскопок он хронически не успевает ни обрабатывать, ни издавать. Вернувшись из экспедиции, он писал несколько коротеньких сообщений о совершенных открытиях и, приложив к ним рисунки двух-трех разовых находок, распихивал эту информацию по газетам и журналам. На том дело и кончалось. Число таких заметок у Бадера огромно. В сборнике, посвященном его семидесятилетию, перечислено 392 названия. За оставшиеся шесть лет жизни штук пятьдесят к этому списку он добавил. Извлечь что-либо путное из этих мелочей и пустяков — трудная задача. Наиболее богатые и важные материалы из исследованных им памятников в научный оборот Бадер вообще не ввел и — главное — не позволял этого сделать другим».
Тем не менее Бадер по сути создал уральскую школу археологии, в рамках которой впервые началось планомерное археологическое исследование Пермского края, Свердловской области, Удмуртии и Башкирии. В 1960-х — начале 1970-х годов он систематизировал и охарактеризовал сейминско-турбинские комплексы Волго-Уралья. Он внёс «значительный вклад в становление сейминско-турбинской проблематики как самостоятельного научного направления в исследованиях эпохи бронзы Волго-Уральского междуречья и Северо-Западной Азии».
В 1966—1972 годах — заместитель председателя Научно-методического совета по охране памятников истории и культуры при Министерстве культуры СССР, руководитель его археологической секции.

## Членство в организациях
- Комиссия по изучению четвертичного периода — советская секция Международной ассоциации по изучению четвертичного периода (INQUA)
- Комиссия по изучению геологии и географии карста
- Уральская археологическая комиссия
- Итальянский институт предыстории
- Общество доисторической археологии Франции.
- Редколлегия журнала «Советская археология».

## Основные работы
Автор 372 научных публикаций, среди них:
Книги:
- Археологические памятники, их охрана и методика первичного изучения. — М, 1938;
- Археологические памятники Прикамья и их научное выявление. — Пермь, 1950;
- «Серебро закамское» первых веков нашей эры. Бартымское местонахождение. — М., 1954 (в соавт. с А. П. Смирновым);
- На заре истории Прикамья. — Пермь, 1958 (в соавт. с. В. А. Обориным);
- Балановский могильник. Из истории лесного Поволжья в эпоху бронзы. М., 1963
- Древнейшие металлурги Приуралья. — М., 1964;
- Каповая пещера: палеолитическая живопись. — М.: Наука, 1965;
- Бассейн Оки в эпоху бронзы. — М., 1970.

Статьи:
- Работы Верхневолжской экспедиции // Сообщения Государственной академии истории материальной культуры. — 1932. — № 3/4. — С. 61—62.
- Крупнейшая мустьерская стоянка у Волчьего грота в Крыму // Вестник древней истории. — 1939. — № 1. — С. 258—264;
- Исследование мустьерской стоянки у Волчьего грота // КСИИМК. — 1940. — Вып. 8. — С. 90—96;
- Изучение эпипалеолита Крымской Яйлы (Московский НИИ антропологии) // Советская археология. — 1940. — № 5. — С. 93—99;
- Результаты работ Крымской палеолитической экспедиции Московского института антропологии в 1936 году // Советская археология. — 1940. — № 5. — С. 301—302;
- О восточном серебре и его использовании в древнем Прикамье // На Западном Урале. — Пермь, 1952;
- Очерк шестилетних работ Камской археологической экспедиции (1947—1952) // Учен. зап. Молотовского ун-та. Т. 9. Вып. 3. 1953;
- Ранний палеолит Урала и Поволжья // Учен. зап. Молотовского ун-та. Т. 7. Вып. 2, 1955;
- Некоторые проблемы первобытной истории Урала // Молотовского ун-та. Т. 11. Вып. 3, 1956;
- Поселения Турбинского типа в Среднем Прикамье // Материалы и исследования по археологии СССР. — 1961. — № 99;
- Когда человек заселил Северную Евразию? // Наука и жизнь. — 1969. — № 11. — С. 37—41;
- Бадер О. Н., Бадер Н. О. Волчий грот, некоторые результаты его изучения. Исследование палеолита в Крыму (1879—1979) / Отв. ред. Ю. Г. Колосов. — К.: Наукова думка, 1979. — С. 15—27.